# Centrotypus taurus
Centrotypus taurus är en insektsart som beskrevs av William Lucas Distant. Centrotypus taurus ingår i släktet Centrotypus och familjen hornstritar. Inga underarter finns listade i Catalogue of Life.